# 음력 6월 7일
음력 6월 7일은 음력 6월의 7번째 날이다.

## 사건
- 192년 - 후한의 정치가 왕윤(王允) · 왕굉(王宏) · 송익(宋翼)을 처형하다.
- 1456년 - 조선 세조 2년, 사육신(死六臣)의 단종 복위 사건에 연좌된 자들을 처벌하다.
- 1480년 - 조선 성종 11년, 유구국(琉球國) 사신이 절 짓는 비용을 요청하다.
- 1676년 - 조선 숙종 2년, 전라도 동복·화순·능주에서 집이 흔들릴 정도의 지진이 일어나다.
- 1797년 - 조선 정조 21년 제주도 대정군(大靜縣)에 표착한 유구국(琉球國) 사람을 돌려보내다.
- 1825년 - 조선 순조 25년, 한재(旱災)가 심하자 술 빚는 것을 금하다.

## 탄생
- 1858년 - 조선의 친일 관료이자 매국노 이완용.
- 1969년 - 대한민국의 래퍼 박준형(god).
- 1984년 - 대한민국의 배우 연우진.
- 1985년 - 대한민국의 가수 프롬.
- 1991년 - 일본의 배우 야마모토 미즈키.

## 같이 보기
- 음력 360일: 1월 2월 3월 4월 5월 6월 7월 8월 9월 10월 11월 12월
- 전날:6월 6일 다음날:6월 8일 - 전달:5월 7일 다음달:7월 7일
- 양력:6월 7일
- 음력, 윤달